# Kustaa Pihlajamäki
Kustaa Kustaanpoika Pihlajamäki  (7. dubna 1902, Nurmo – 10. února 1944, Helsinki) byl finský zápasník, věnoval se oběma stylům.
Čtyřikrát startoval na olympijských hrách ve volném stylu a vybojoval tři cenné kovy. V roce 1924 na hrách v Paříži vybojoval zlatou medaili v bantamové váze. O čtyři roky později na hrách v Amsterdamu vybojoval stříbrnou medaili v pérové váze a v roce 1936 na hrách v Berlíně vybojoval zlato v pérové váze. Startoval také v roce 1932 na hrách v Los Angeles, kde v lehké váze vypadl ve třetím kole.
Vybojoval deset medailí na mistrovstvích Evropy, z toho 8 zlatých a 2 stříbrné.
Zápasu se věnoval také jeho bratranec Hermanni Pihlajamäki.